# 히트맨 2 (영화)
히트맨 2(Hitman 2)는 2025년 개봉한 대한민국의 액션 코미디 영화이다. 히트맨 1의 5년만의 후속작이다. 암살요원 준 시즌2로 북한 특수요원이자 테러리스트 조직 검거를 다룬다.
주 무대는 북한이다.
후속작 《히트맨3》가 개봉 미정으로 빌런은 대한민국의 부패경찰과 일본에서 건너온 야쿠자 조직이다.

## 개봉 전 정보
- 2024년 2월 14일에는 대본이 집필중이다. 김성오가 캐스팅 되었지만 이름과 배역이 불명이다.
- 2024년 3월 10일, 로고 포스터가 공개되었다.
- 2024년 3월 17일, 촬영기간이 2023년 6월 ~ 2023년 9월 3일로 공개되었다.
- 2024년 12월 10일, 런칭 포스터가 공개되었다.
- 2024년 12월 19일, 티저 예고편이 공개되었다. 개봉일은 2025년 1월 22일로 확정되었다.[1]
- 2024년 12월 20일, 티저 포스터가 공개되었다.
- 2024년 12월 26일, 스틸컷 14장이 공개되었다.
- 2024년 12월 27일, 메인 포스터가 공개되었다.
- 2024년 12월 28일, 메인 예고편이 공개되었다.
- 2025년 1월 6일, 캐릭터 영상이 공개되었다.
- 2025년 1월 9일, 스틸컷 9장이 공개되었다.
- 2025년 1월 15일, 스틸컷 5장이 공개되었다.
- 2025년 1월 20일, 캐릭터 포스터 6장이 공개되었다.

## 줄거리
전직 국보급 특수요원 준(권상우)가 인기 웹툰 작가로 거듭나면서 다시 한번 역대급 사건에 휘말리는 코믹 액션.
‘HITMAN IS BACK!’ 대한민국을 포복절도하게 만든 암살요원, 이번엔 ‘암살요원 준’으로 돌아왔다! 욱해서 그린 웹툰 '암살요원 준'의 성공으로 잠깐 흥행 작가가 된 '준'은 시즌2 연재 시작과 동시에 순식간에 '뇌절작가'로 전락하고, 오히려 망작이 된 시즌2는 '준'을 노리는 글로벌한 악당들의 내한 열풍을 일으킨다. 아무것도 모른 채, 다시 한번 대히트를 꿈꾸며 새 웹툰 연재에 돌입한 '준'. 그러나 그의 웹툰을 모방한 테러가 발생하고, 국정원은 다름 아닌 '준'을 범인으로 지목하는데… ‘준’의 웹툰은 현실이 된다?! 2025년 더욱 강력해진 툰생툰사 ‘준’의 대히트를 기대하라!

## 등장인물
- 권상우: 준 역 (일본 더빙: 마도노 미츠아키) - "조만간 암살요원 준 시즌 2로 돌아오겠습니다" (일본어: 近いうちに、暗殺要員ジュン、シーズン2に戻ります)
- 정준호: 덕규 역 (일본 더빙: 아카사카 마사유키) - "준은 이제 옛날얘기 안 그립니다. 지 꼴리는 대로 만화를 그리고 있단 말입니다!" (일본어: ジュンは今昔話しません。ジコリはまさに漫画を描いていると言っています！)
- 황우슬혜: 미나 역 (일본 더빙: 요네쿠라 키요코) - "과거 숨긴 것도 용서해 줬더니! 또 날 속여? 이 사기꾼!" (일본어: 過去隠したことも許してくれたら！また私をだましていますか？この詐欺師！)
- 이이경: 철 역 (일본 더빙: 이토 유키) - "설마 이거 다 준 선배가 설계한 건 아니겠죠?" (일본어: まさかこれをくれた先輩が設計したわけではないでしょう？)
- 김성오: 장철룡 역(†) (일본 더빙: 미카미 사토시) - 인간말종 1. 2편의 악당 1호. 메인 빌런이자 최종 보스. 김창세mk2, 흑화한 강섭. 범죄도시 2편의 강해상 포지션. "그런데... 마담의 짝은 무슨 일하시는 분이실까요?" (일본어: ところで…マダムの仲間はどんな働き方ですか？)
  - 생년월일은 불명
- 이지원: 가영 역 (일본 더빙: 오쿠토모 사아야)
- 한지은: 해인 역 (일본 더빙: ???) - 스포일러[2]. "프랑스어에요 잘 생겼다는 뜻이에요" (일본어: フランス語です。ハンサムだという意味です。)
  - 생년월일은 불명
- 이순원: 용출 역 (일본 더빙: ???) - "준 준 준 그 놈에 준!"[3] (일본어: ジュン、ジュン、ジュン、その奴に与えた！)
- 이준혁: 편집장 역 - "업로드 고!" (일본어: アップロードしてください！)
- 박광재: 안톤 역 (일본 더빙: ???) - 인간말종 2. 2편의 악당 2호. 피에르 쟝의 오른팔이자 중간 보스. 광만mk2, 흑화한 박 실장. 범죄도시 2편의 두익 포지션. "제법 그릴 듯 합니다" (일본어: 製法、描くようです)
  - 생년월일은 불명
- 김한준: 사샤 역(†) - 인간말종 3. "암살요원 준. 편집장님?" (일본어: 暗殺要員ジュン。編集長？)
- Alexander: 블라디미르 역(†) - 인간말종 4. 과거 준에게 왼쪽 눈을 잃은 러시아 테러리스트.
- 송유하: 쿠니무라 역(†) - 인간말종 5. 과거 준에게 왼손 검지와 중지를 잃은 야쿠자 두목.
- 박태산: 쳉 역(†) - 인간말종 6. 과거 준과 싸우다 얼굴에 큰 흉터가 두 개나 생긴 중국 킬러.

## 출연진
(†) 표시는 영화 상에서 사망한 인물이다.

### 주연
| 연기자   | 배역명                             | 원어명                                                      | 국적         | 배역 설명 | 직업               | 소속                    | 무기       | 격투 스타일                                   | 인간관계                                               | 인간관계                                           | 인간관계    | 등장인물 | 비유동물 |
| 연기자   | 배역명                             | 원어명                                                      | 국적         | 배역 설명 | 직업               | 소속                    | 무기       | 격투 스타일                                   | 우호적인 관계                                          | 적대적인 관계                                      | 애매한 관계 | 등장인물 | 비유동물 |
| -------- | ---------------------------------- | ----------------------------------------------------------- | ------------ | --- | ------------------ | ----------------------- | ---------- | --------------------------------------------- | ------------------------------------------------------ | -------------------------------------------------- | ----------- | -------- | -------- |
| 권상우   | 김봉준 / 준 (김수혁)               | Kim Bong-jun / Jun (Kim Soo-hyuk)                           | 대한민국     | 죽음을 위장하고 15년 뒤, 웹툰 작가가 되어 자신의 이야기를 작품으로 그리게 됨. 그러니까 준이 수혁이고 수혁이 준임. 참고로 준의 본명은 김봉준인 듯.                                                             | 만화가 (웹툰 작가) | 국가정보원 → 윈윈코믹스 | 맨몸, 권총 | 주짓수·유도·태권도·레슬링 베이스 MMA          | 천덕규, 철, 이미나, 김가영, 차용출, 박규만             | 피에르 쟝, 안톤, 블라디미르, 쿠니무라, 쳉 스포일러 | 없음        | 민간인   |          |
| 정준호   | 천덕규                             | Cheon Deok-kyu                                              | 대한민국     | 국정원 국장. 방패연 프로젝트를 이끈 악마 교관. 준을 스카웃하고 가르친 인물. | 국가정보원 (국장)  | 국가정보원              | 없음       | 타격                                          | 김봉준, 철, 이미나, 김가영, 차용출, 박규만, 전해인     | 피에르 쟝, 안톤, 블라디미르, 쿠니무라, 쳉 스포일러 | 없음        | 국정원   |          |
| 이이경   | 철                                 | Cheol                                                       | 대한민국     | 국정원 요원. 준이 떠나고 난 후 방패연 프로젝트의 마지막 에이스가 된 인물. | 국가정보원 (요원)  | 국가정보원              | 권총       | 호신술                                        | 김봉준, 천덕규, 이미나, 김가영, 차용출, 박규만, 전해인 | 피에르 쟝, 안톤, 블라디미르, 쿠니무라, 쳉 스포일러 | 없음        | 국정원   |          |
| 황우슬혜 | 이미나 (별명: 60초 / 본명: 이순금) | Lee Mi-na (Nickname: 60 seconds / Real Name: Lee Soon-geum) | 대한민국     | 별명이 60초였다는것이 드러난다, 클럽에서 어떤 남자건 1분안에 유혹할 수 있어서 그런 별명이 붙었다고, 원래 각종 버디버디와 싸이월드 등에 올라가있던 60초시절 흑역사들은 다 지웠으나 국정원이 발굴해냈다고 한다. | 미술관 큐레이터    | 미술관                  | 맨몸, 술병 | 주짓수                                        | 김봉준, 천덕규, 철, 김가영, 차용출, 박규만             | 피에르 쟝, 안톤                                    | 차용출      | 일반인   |          |
| 김성오   | 피에르 쟝 / 장철룡(†)              | Pierre Jean / Chang Cheol-ryong                             | 프랑스, 북한 | 프랑스의 유명 미술품 컬렉터, 북한 1212 특수부대 출신의 테러조직의 리더 최종결전으로 준과 싸움으로 연필에 찔려 사망한다.                                                                                       | 불명               | 특수부대                | 나이프     | 칼리 아르니스, 픈착 실랏, 단검술, 크라브 마가 | 안톤, 사샤 스포일러                                    | 김봉준, 천덕규, 철, 이미나, 용출, 박규만           | 없음        | 범죄자   | 치타     |
| 이지원   | 김가영                             | Kim Ga-young                                                | 대한민국     | 1편으로부터 4년이 지난 기점으로, 고등학생이 된다. 그래서 기존 스타일에 뿔테 안경이 추가 되었다. 실제 촬영 당시는 18살 고2였다고 한다.                                                                         | 학생 (고2)         | 고등학교 (학생)         | 없음       | 없음                                          | 김봉준, 천덕규, 철, 이미나                             | 없음                                               | 없음        | 일반인   |          |

### 조연

#### 천덕규, 철 주변인물
- 이순원 : 차용출 역

국정원 차장.
- 한지은 : 전해인 역

미술관 큐레이터 / 북한 요원. 천덕규와 철이 피에르 쟝 일당한테 포위당했으나, 총을 들고 피에르 쟝한테 가서 키스하다가 천덕규와 철을 배신하고 피에르 쟝 쪽으로 전향되었으며 본작의 피에르 쟝의 왼팔이자 히든 보스로 등극되었다. 최종결전으로 천덕규와 철과 싸움에 의해 리타이어한다.

#### 김봉준 주변인물
- 이준혁 : 박규만 역

전작에서도 등장한 윈윈코믹스 소속의 편집자로, 준의 담당자.
- 최동구 : 이슈왕 역

유튜버. 준이 그린 만화를 따라한 피에르 장의 테러를 보고 만화와 사건의 유사성을 지적한다.

#### 빌런

##### 북한 특수요원 및 테러리스트 조직 (궤멸)
- 박광재 : 안톤 역(†)

피에르 쟝의 오른팔이자 북한 특수부대 출신의 북한 간첩 특수요원의 2인자, 맨몸으로 흉기를 사용한다. 최종결전으로 철과 싸움으로 손목이 부러져 기절한다. 국정원에 체포되자 사형선고를 받아 사형을 당해서 사망한다.
- 김한준 : 사샤 역(†)

피에르 쟝의 부하. 준에 의해 헤드샷으로 총에 맞아 사망한다.

##### 그 외 악역 (궤멸)
- Alexander : 블라디미르 역(†) - 인간말종 4. 2편의 서브 빌런 1. 범죄도시2의 김기백 포지션.

과거 준에게 왼쪽 눈을 잃은 러시아 테러리스트. 준에 의해 헤드샷으로 총에 맞아 사망한다.
- 송유하 : 쿠니무라 역(†) - 인간말종 5. 2편의 서브 빌런 2. 범죄도시2의 이종두 포지션.

과거 준에게 왼손 검지와 중지를 잃은 야쿠자 두목. 준에 의해 총에 맞아 사망한다.
- 박태산 : 쳉 역(†) - 인간말종 6. 2편의 서브 빌런 3. 범죄도시2의 유종훈 포지션.

과거 준과 싸우다 얼굴에 큰 흉터가 두 개나 생긴 중국 킬러. 준에 의해 헤드샷으로 총에 맞아 사망한다.

### 그 외
- 류연석 : 용출의 오른팔 역 - 국정원 요원
- 송윤하 : 기모노 여 역

쿠니무라의 부하. 작중 초반 쿠니무라에게 티비에 나온 준의 영상을 보여준다.
- 김미희 : 국정원 요원 1 역

- 홍기주 : 북한 간부 1 역
- 오충근 : 북한 간부 2 역
- 김은모 : 북한 간부 3 역
- 이호영 : 북한 간부 4 역
- 주창욱 : 장철룡 부하 1 역
- 이건구 : 장철룡 부하 2 역
- 이동환 : 장철룡 부하 3 역
- 방병현 : 장철룡 부하 4 역
- 양해준 : 장철룡 부하 5 역
- 유동균 : 장철룡 부하 6 역
- 조이택 : 장철룡 부하 7 역
- 황준수 : 장철룡 부하 8 역
- 김민형 : 장철룡 부하 9 역
- 김태완 : 장철룡 부하 10 역
- 안용우 : 장철룡 부하 11 역

### 특별출연
- 조수빈 : 뉴스 Y 앵커 역
- 최지우 : 여 의사 역

## 일본판 성우진
- 마도노 미츠아키: 준(권상우)
- 아카사카 마사유키: 덕규(정준호)
- 요네쿠라 키요코: 미나(황우슬혜)
- 이토 유키: 철(이이경)
- 미카미 사토시: 장철룡(김성오)
- 오쿠토모 사아야: 김가영(이지원)
- ?: 가영(이지원)
- ?: 해인(한지은)
- ?: 용출(이순원)
- ?: 편집장(이준혁)
- ?: 안톤(박광재)
- ?: 사샤(김한준)
- ?: 블라디미르(Alexander)
- ?: 쿠니무라(송유하)
- ?: 쳉(박태산)
- ?: 왼팔(권유준)
- ?: 오른팔(류연석)
- ?: 이병재(안세민)
- ?: 악플러(김건)
- ?: 이슈왕(최동구)

## 사운드트랙
1편에서는 사운드트랙이 발매되지 않았다.
- 1. Wake me up
- 2. Main Theme Reboot
- 3. 풋풋한 설레임
- 4. 준 VS 장철룡
- 5. 방패연 Reboot
- 6. 갤러리
- 7. 퐁당퐁당
- 8. 뉴스 시그널
- 9. 갤러리 지하창고
- 10. 웹툰 재연 몽타쥬 1
- 11. 웹툰 재연 몽타쥬 2
- 12. 작전 회의
- 13. 불타는 사랑
- 14. 마지막 통화
- 15. 피에르 쟝의 등장
- 16. 피에르 쟝의 침투
- 17. 가짜 웹툰
- 18. 업로드 고
- 19. 노잼
- 20. 미나의 과거
- 21. 밀항자들
- 22. 느려 느려
- 23. Everything
- 24. 준의 미행 1
- 25. 준의 미행 2
- 26. 지옥문 작전 몽타쥬
- 27. 취재 시퀀스
- 28. 아빠는 망했어
- 29. 사랑의 멜로디
- 30. 뭔가 잘못된 거 같은데
- 31. 블라디미르
- 32. 작전 준
- 33. 악플러
- 34. 아무도 관심 없어요
- 35. Life is Beautiful
- 36. 드가자우
- 37. 혜인의 본 모습
- 38. 봉다리 가면
- 39. 피에르 쟝
- 40. 대테러 본부 옥상
- 41. 제대로 보여 주겠어
- 42. 빠져라 다치기 싫으면
- 43. Hitman is Back
- 44. 빠져든다
- 45. Main Theme Action
- 46. Title

## 같이 보기
- 히트맨
- 히트맨3
- 히트맨4

## 참고 사항
- 전작의 배급은 롯데엔터테인먼트가 맡았지만, 이번 편의 배급은 바이포엠스튜디오가 맡는다.
- 바이럴 마케팅을 하였다.
- 김성오는 이 작품의 배역명은 '장철룡'으로 추정됐다.
- 장철룡 역을 맡은 김성오는 캐릭터 이름은 마지막 아침연속극 아모르파티 - 사랑하라, 지금의 장철용으로부터 따 온 것으로 보인다.
- 전해인 역을 맡은 한지은은 캐릭터 이름은 배우 정해인으로부터 따 온 것으로 보인다.
- 2025년 1월 24일, 절찬상영중 포스터가 공개되었다.
- 2025년 1월 25일, 스틸컷 5장이 공개되었다.
- 2025년 2월 11일, 스틸컷 3장이 공개되었다.
- 2025년 2월 27일, VOD가 공개되었다.
- 2025년 1월 30일, '권상우 선배님 감사합니다! | 히트맨3로 다시 돌아오는거야!!!' 영상이 공개되었다.
- 권상우, 정준호, 황우슬혜, 이이경, 이지원, 이준혁, 이왕수, 주창욱은 전편 《히트맨》 이후로 두 번째로 호흡을 맞추는 계기가 되었다.
- 권상우, 김성오는 2022년에 개봉한 영화 《해적: 도깨비 깃발》 이후로 2년 만에 재회하여 캐스팅 되었다.
- 권상우, 김성오, 이이경은 Wavve 드라마 《위기의 X》 이후로 2년 만에 재회하여 캐스팅 되었다.
- 김성오, 박광재는 2018년에 개봉한 영화 《성난황소》 이후로 7년 만에 재회하여 캐스팅 되었다.
- 박광재, 최동구는 2021년에 개봉한 영화 《유체이탈자》 이후로 4년 만에 재회하여 캐스팅 되었다.
- 주창욱은 전작에서는 제이슨의 부하로 나왔지만 본작에서는 피에르 쟝의 부하로 등장했지만 동시 악역이다.
- 이왕수는 전작에서는 제이슨의 부하로 나왔지만 악역이었으나, 본작에서는 갤러리 직원으로 나왔지만 선역이었다.
- 2편의 엔딩은 미나, 가영, 장철룡, 해인, 용출, 편집장, 안톤, 사샤, 블라디미르, 쿠니무라, 쳉도 웹툰에 나온다.

## 역대 범죄조직
- 러시아 갱스터 및 테러리스트 조직 (1편)
- 대한민국 부패 경찰 & 일본 야쿠자 조직 (3편)
- 대한민국 불법 온라인 도박 사이트 조직 (4편)

## 빌런 정보
| 메인 빌런        | 메인 빌런                 | 메인 빌런                                                      | 메인 빌런              |
| 1부              | 1부                       | 1부                                                            | 1부                    |
| 히트맨           | 히트맨2                   | 히트맨3                                                        | 히트맨4                |
| ---------------- | ------------------------- | -------------------------------------------------------------- | ---------------------- |
| 제이슨 리 (조연) | 장철룡 / 피에르 쟝 (주연) | ??? (최종 보스) (주연) ??? (더블 최종 보스격 중간 보스) (주연) | ??? (최종 보스) (주연) |
| 2부              |                           |                                                                |                        |
| 히트맨5          | 히트맨6                   | 히트맨7                                                        | 히트맨8                |
| 미정             | 미정                      | 미정                                                           | 미정                   |

| 최종 보스        | 최종 보스                 | 최종 보스  | 최종 보스  |
| 1부              | 1부                       | 1부        | 1부        |
| 히트맨           | 히트맨2                   | 히트맨3    | 히트맨4    |
| ---------------- | ------------------------- | ---------- | ---------- |
| 제이슨 리 (조연) | 장철룡 / 피에르 쟝 (주연) | ??? (주연) | ??? (주연) |
| 2부              |                           |            |            |
| 히트맨5          | 히트맨6                   | 히트맨7    | 히트맨8    |
| 미정             | 미정                      | 미정       | 미정       |

| 더블 최종 보스격 중간 보스 | 더블 최종 보스격 중간 보스 | 더블 최종 보스격 중간 보스 | 더블 최종 보스격 중간 보스 |
| 1부                        | 1부                        | 1부                        | 1부                        |
| 히트맨                     | 히트맨2                    | 히트맨3                    | 히트맨4                    |
| -------------------------- | -------------------------- | -------------------------- | -------------------------- |
| -                          | -                          | ??? (주연)                 | ??? (조연)                 |
| 2부                        |                            |                            |                            |
| 히트맨5                    | 히트맨6                    | 히트맨7                    | 히트맨8                    |
| 미정                       | 미정                       | 미정                       | 미정                       |

| 중간 보스   | 중간 보스   | 중간 보스             | 중간 보스  |
| 1부         | 1부         | 1부                   | 1부        |
| 히트맨      | 히트맨2     | 히트맨3               | 히트맨4    |
| ----------- | ----------- | --------------------- | ---------- |
| 제롬 (조연) | 안톤 (단역) | ??? (조연) ??? (조연) | ??? (조연) |
| 2부         |             |                       |            |
| 히트맨5     | 히트맨6     | 히트맨7               | 히트맨8    |
| 미정        | 미정        | 미정                  | 미정       |

| 메인 빌런의 오른팔 | 메인 빌런의 오른팔 | 메인 빌런의 오른팔    | 메인 빌런의 오른팔 |
| 1부                | 1부                | 1부                   | 1부                |
| 히트맨             | 히트맨2            | 히트맨3               | 히트맨4            |
| ------------------ | ------------------ | --------------------- | ------------------ |
| 제롬 (조연)        | 안톤 (단역)        | ??? (조연) ??? (조연) | ??? (조연)         |
| 2부                |                    |                       |                    |
| 히트맨5            | 히트맨6            | 히트맨7               | 히트맨8            |
| 미정               | 미정               | 미정                  | 미정               |

| 메인 빌런의 왼팔 | 메인 빌런의 왼팔 | 메인 빌런의 왼팔      | 메인 빌런의 왼팔      |
| 1부              | 1부              | 1부                   | 1부                   |
| 히트맨           | 히트맨2          | 히트맨3               | 히트맨4               |
| ---------------- | ---------------- | --------------------- | --------------------- |
| -                | 스포일러 (조연)  | ??? (조연) ??? (조연) | ??? (조연) ??? (조연) |
| 2부              |                  |                       |                       |
| 히트맨5          | 히트맨6          | 히트맨7               | 히트맨8               |
| 미정             | 미정             | 미정                  | 미정                  |

| 서브 빌런 | 서브 빌런 | 서브 빌런                 | 서브 빌런  |
| 1부       | 1부       | 1부                       | 1부        |
| 히트맨    | 히트맨2   | 히트맨3                   | 히트맨4    |
| --------- | --------- | ------------------------- | ---------- |
| -         | -         | ??? (조연) ??? (특별출연) | ??? (주연) |
| 2부       |           |                           |            |
| 히트맨5   | 히트맨6   | 히트맨7                   | 히트맨8    |
| ???       | ???       | ???                       | ???        |

## 최종전
| 히트맨 시리즈 최종 전투 | 히트맨 시리즈 최종 전투 | 히트맨 시리즈 최종 전투 | 히트맨 시리즈 최종 전투 |
| 히트맨                  | 히트맨2                 | 히트맨3                 | 히트맨4                 |
| ----------------------- | ----------------------- | ----------------------- | ----------------------- |
| 공장 전투               | 대테러 본부 옥상 전투   | 고급 호프집 전투        | 수서고속철도 SRT 전투   |
| 공장 전투               | 대테러 본부 옥상 전투   | 중부경찰서 전투         | 수서고속철도 SRT 전투   |
| 2부                     |                         |                         |                         |
| 히트맨5                 | 히트맨6                 | 히트맨7                 | 히트맨8                 |
| ???                     | ???                     | ???                     | ???                     |